# Jan Baeke
Jan Baeke (Roosendaal, 23 mei 1956) is een Nederlands dichter.
Jan Baeke debuteerde in 1997 bij De Bezige Bij met de bundel Nooit zonder de paarden. De tien jaar ervoor publiceerde hij gedichten in de tijdschriften Tirade en De Zingende Zaag. Zijn vierde bundel, Groter dan de feiten, werd genomineerd voor de VSB Poëzieprijs 2008. In 2016 ontving hij de Jan Campertprijs voor de dichtbundel Seizoensroddel.
De poëzie van Jan Baeke neemt in Nederland een eigen plek in. Het is poëzie die in gewone taal en met directe beelden een mysterie weet op te roepen. Invloeden zijn er van filmers (Luis Buñuel, Michael Haneke en Andrej Tarkovsky) en dichters (Ingeborg Bachmann, Jaan Kaplinski en János Pilinszky).
Naast dichter is Jan Baeke vertaler van Lavinia Greenlaw, Liz Lochhead en Deryn Rees-Jones. Hij was werkzaam bij het Nederlands Filmmuseum in Amsterdam. Van 2009 tot 2023 was hij verbonden aan Poetry International.

## Prijzen
2016 - Jan Campert-prijs voor Seizoensroddel